# Flutter (software)
Flutter es un software development kit para interfaces de usuario de código abierto creado por Google. Se usa para desarrollar aplicaciones cross platform desde una sola base de código para web, Android, iOS, Fuchsia, Linux, macOS y Windows. Flutter fue lanzado en mayo de 2017. Google lo usa internamente para aplicaciones como Google Pay y Google Earth. También se usa en otras empresas como ByteDance y Alibaba.
En el último año, ha sufrido un crecimiento muy grande en cuanto a su popularidad. Eso se debe a su velocidad de desarrollo, experiencia nativa y renderización de la interface. El 3 de marzo de 2021, en el evento virtual llamado "Flutter Engage", Google lanzó Flutter 2. Este fue el cambio oficial más grande que tuvo el SDK.

## Historia
La primera versión de Flutter fue conocida como "Sky" y se ejecutaba en el sistema operativo de Android. Fue revelado en  el Dart developer summit de 2015, declarado de ser capaz de hacer un renderizado a 120 fotogramas por segundo.
En junio de 2020 se dio a conocer que las empresas Canonical y Google  se unirán para llevar el entorno de desarrollo al sistema operativo Linux, creando primeramente un sistema Beta para probarlo.

## Arquitectura del Framework
Los componentes importantes de Flutter incluyen:
- Dart platform
- Flutter engine
- Foundation library
- Design-specific widgets
- Flutter Development Tools (DevTools)

### Dart platform
Las apps de Flutter están escritas en Dart (lenguaje de programación) y hace uso de muchas de las características más avanzadas.

### Flutter engine
Flutter engine, que está escrito principalmente en C++, proporciona un soporte de bajo-nivel para renderización que utiliza Google Skia. Además, se vincula con SDKs de Android e iOS. utilizando MethodChannels y EventChannels que permiten la comunicación entre el Flutter engine y el nivel nativo del sistema operativo.
Los lenguajes que pueden parecer a Dart y con los que se puede familiarizar la implementación, además de C++ serían: Kotlin, Swift y TypeScript.

### Foundation library
Está escrito en Dart, proporciona clases básicas y funciones las cuales suelen construir las aplicaciones que utilizan Flutter, como APIs para comunicar con el motor.

#### Widgets
UI Diseño en Flutter implica reunir y/o crear varios widgets. Un widget en Flutter representa una descripción inmutable de parte de la interfaz de usuario; todos los gráficos, incluyendo texto, formas, y las animaciones están creadas utilizando widgets. Complejos widgets pueden ser creados combinando otros más sencillos.

### Design-specific widgets
Flutter framework contiene dos conjuntos de widgets que conforman un lenguaje de diseño concreto. Material Design Widgets implementa el lenguaje de diseño de Google del mismo nombre, y Cupertino widgets imita el diseño de Apple iOS.

## Ejemplos de código
```
import
 
'package:flutter/material.dart'
;

 

 
void
 
main
()
 
=>
 
runApp
(
HelloWorldApp
());

class
 
HelloWorldApp
 
extends
 
StatelessWidget
 
{

  
@override

  
Widget
 
build
(
BuildContext
 
context
)
 
{

    

    
return
 
MaterialApp
(

       
//El nombre de nuestra aplicación se determina con "title"

       
title:
 
'Aplicación Hello World'
,

       

      

      
home:
 
Scaffold
(
 

        
appBar:
 
AppBar
(

          
title:
 
Text
(
'Hola'
),

        
),

        
body:
 
Center
(

          
// imprime "Hello World" en la pantalla.

          
child:
 
Text
(
'Hello World'
),

         

        
),

      
),

     
);

   
}

 
}

```

#### Instalación de Software.
- Ir a la página oficial de Flutter.[7]
- Seleccionar la plataforma en la que se desarrollará.
- Instalar Flutter SDK.
- Instalar Android Studio
- Instalar Visual Studio Code o cualquier editor de código (opcional).
- En su editor de código, instalar las extensiones de Flutter y Dart.